# Музеен фонд
Музеен фонд е термин в музейното дело, обозначаващ колекция или сбирка от предмети, подбрани по определени признаци.
В България е възприета следната класификация:
- Основен фонд – съдържа придобитите от музея и предоставените му за безвъзмездно ползване движими културни ценности с изключително голямо научно и културно значение – национално богатство, както и тези, които съответстват на неговия тематичен обхват.
- Обменен фонд – съдържа движими културни ценности, които не съответстват на тематичния обхват на музея, както и многократно повтарящите се културни ценности от основния му фонд.
- Научно-спомагателен фонд – съдържа предмети и други материали от значение за изследователската, експозиционната и образователната дейност на музея.

Движимите културни ценности – национално богатство, формират Национален музеен фонд.